# Studánka Pod Ottovou výšinou
Studánka Pod Ottovou výšinou je volně přístupný vodní zdroj v katastrálním území Karlovy Vary v regionu Slavkovský les, Tepelská vrchovina.

## Popis

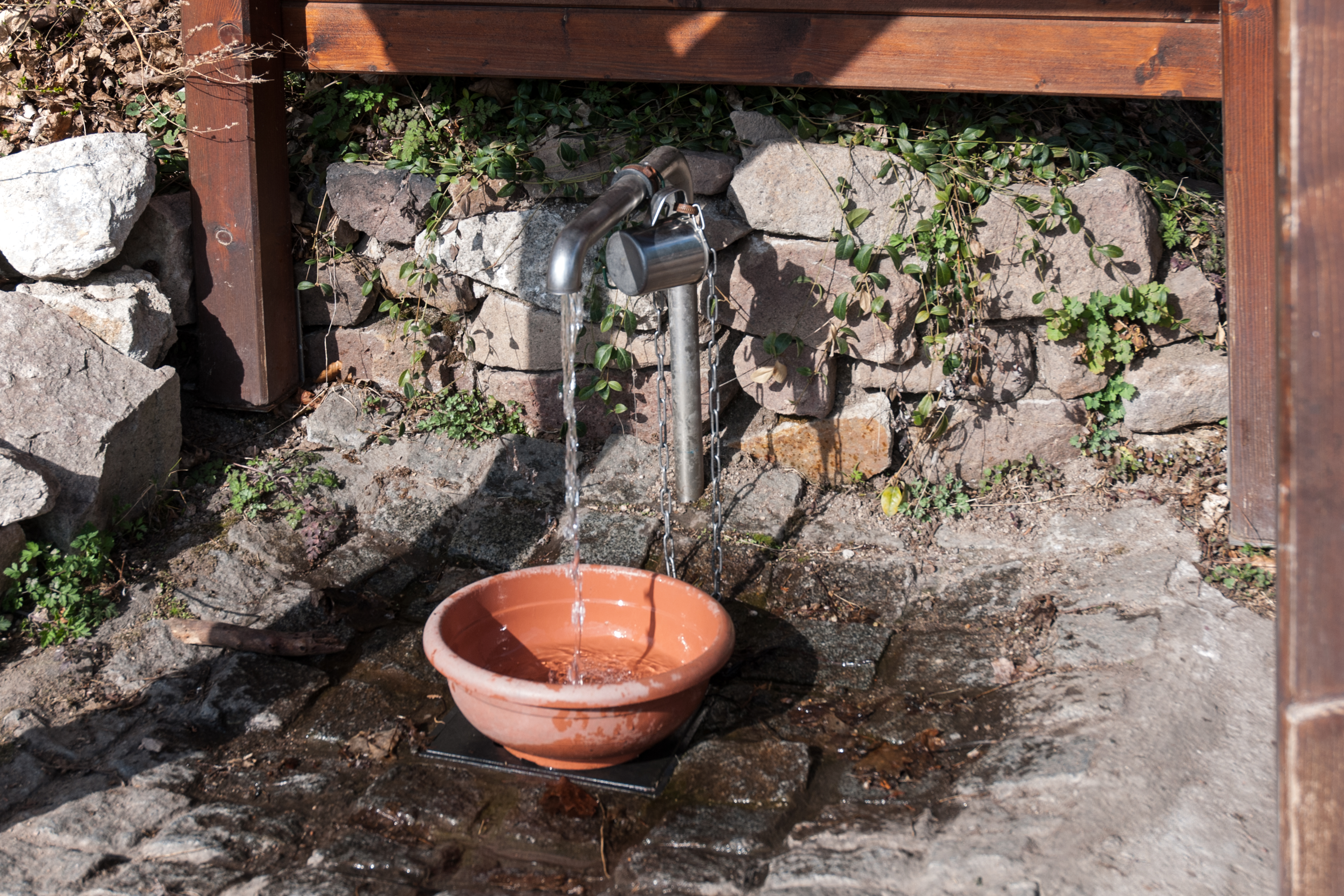
Detail studánky

Studánka se nachází na konci Tyršovy ulice na okraji karlovarských lázeňských lesů v nadmořské výšce 473 metrů. Voda je volně dostupná. O studánku je pečováno neznámým dobrovolníkem, na zimu se uzavírá. Není vždy v provozu, ale když teče, údajně dává pitnou prostou vodu. Tato voda však, jakož i voda jiných zdrojů stejného typu, může být kdykoliv náhodně kontaminována, a proto není k pití doporučována. 
Studánku spravuje příspěvková organizace Lázeňské lesy Karlovy Vary. 